# Aristida rhiniochloa
Aristida rhiniochloa är en gräsart som beskrevs av Ferdinand von Hochstetter. Aristida rhiniochloa ingår i släktet Aristida och familjen gräs.
Artens utbredningsområde är Etiopien. Inga underarter finns listade i Catalogue of Life.